# Scrophularia exilis
Scrophularia exilis är en flenörtsväxtart som beskrevs av Henrietta Ippolitovna Poplavskaja. Scrophularia exilis ingår i släktet flenörter, och familjen flenörtsväxter. Inga underarter finns listade i Catalogue of Life.